# Василий Анкирский
Васи́лий, епи́скоп Анки́рский (греч. ̓Βασίλειος ὁ Ἀγκύρας; лат. Basilius Ancyranus; IV век) — христианский богослов IV века, преемник Маркелла Анкирского в качестве епископа Анкиры, писатель. В период арианского спора выступал в качестве сторонника Никейского Символа веры, придерживаясь умеренно омиусианских взглядов. В то же время Василий являлся основателем и сторонником духоборчества.
Василий происходил из малоазийской провинции Галатия и был первоначально врачом. В 336 году, после осуждения епископа Маркелла, стал епископом Анкиры, после чего следующие годы прошли в борьбе за эту кафедру с арианами. По мнению В. В. Болотова, Василий был «одним из достойнейших лиц своего времени, серьёзный богослов». Его расхождения во взглядах с Афанасием Великим, лидером «никейской» партии, если и были, носили не принципиальный характер. На Сардикийском соборе в 341 году он, вместе с другими православными епископами, был признан епископами Западной Римской империи невиновным в догматических и канонических нарушениях, в которых их обвиняли ариане. После того, как теологические взгляды сторон в арианском споре стали более чётко выраженными, Василий принял точку зрения о подобии Иисуса Христа Богу Отцу по существу, др.-греч. όμοιούσιον. По имени Василия эта партия называется «василиане».
На Сирмийском соборе в 351 году состоялся диспут Василия с учеником Маркелла, Фотином, после которого последний был осуждён. После того, как в Антиохии были осуждены как «единосущие», так и «подобосущие», в 358 году Василий созвал в Анкире собор, на котором были приняты 18 анафематизмов против Маркелла Анкирского и более радикальных ариан, аномеев. Принятая этим собором вероисповедальная формула была отправлена императору Констанцию II, что привело к отстранению антиохийского епископа Евдоксия и кратковременному торжеству «василиан». 22 мая 359 года Василий Анкирский поставил свою подпись под «датированной верой», особо указав, в каком смысле он понимает слова «во всём» во фразе «Сын подобен Отцу во всём».
Иероним Стридонский сообщает о том, что во время правления императора Констанция II Василий был в единомыслии с македонианином архиепископом Евстафием Севастийским. Сократ Схоластик пишет о том, что македониане: Василий Анкирский, Сильван Тарсийский, Софроний Помпеопольский, Пасиник Зильский, Леонтий Химанский, Калликрат Клавдиопольский и Феофил Катавальский подали коллективное прошение императору Констанцию II, в котором просили правителя изгнать с кафедр епископов, исповедующих неподобие Отца и Сына (аномеев) и места изгнанных отдать им. Но император не внял прошению, ответив только следующее: «Я ненавижу вражду, а сохраняющих единомыслие люблю и уважаю». Суда сообщает о том, что именно Евстафий Севастийский и Василий Анкирский являются основателями и создателями духоборчества.
Иероним Стридонский в своей книге «О знаменитых мужах» посвящает Василию 89 главу. Он сообщает, что Василий написал книгу против Маркелла, книгу о девственности и ряд других работ. Сочинения Василия не сохранились.
Епископа Василия Анкирского не путать со священномучеником Василием, пресвитером Анкирским († 362—363), память которого отмечается Православной церковью 22 марта (4 апреля по новому стилю).